# Slovenj Gradec

Slovenj Gradec (tyska: Windischgrätz eller Windischgraz) är en stad i norra Slovenien. Den är centralort i kommunen med samma namn. Staden tillhör det historiska Untersteiermark och tillhör sedan 2005 den statistiska regionen Koroška. Staden är belägen i Mislinjadalen i östra delen av bergskedjan Karawankerna, omkring 45 kilometer väster om Maribor och 65 kilometer nordöst om Ljubljana.

## Historia
Gradec, slovenska för “lilla slottet”, nämndes första gången i ett  dokument från 1091, då en del av det kejserliga Steiermark. Prefixet “Slovenj” lades till för att skilja namnet från staden Graz (vars namn har samma etymologi). Det nutida namnet Slovenj Gradec (bokstavligen: Slovenska Graz), kommer från denna tyska benämning.
Från 1180 till 1918, hörde Slovenj Gradec till hertigdömet Steiermark, från 1804 en viktig del av kejsardömet Österrike. Det var ursprungsplatsen för adelsfamiljen Windisch-Graetz, dokumenterat sedan 1220. Då Österrike-Ungern upplöstes 1918 inkluderades Slovenj Gradec tillsammans med resten av nedre Steiermark, i det då nyligen upprättade kungariket Jugoslavien.

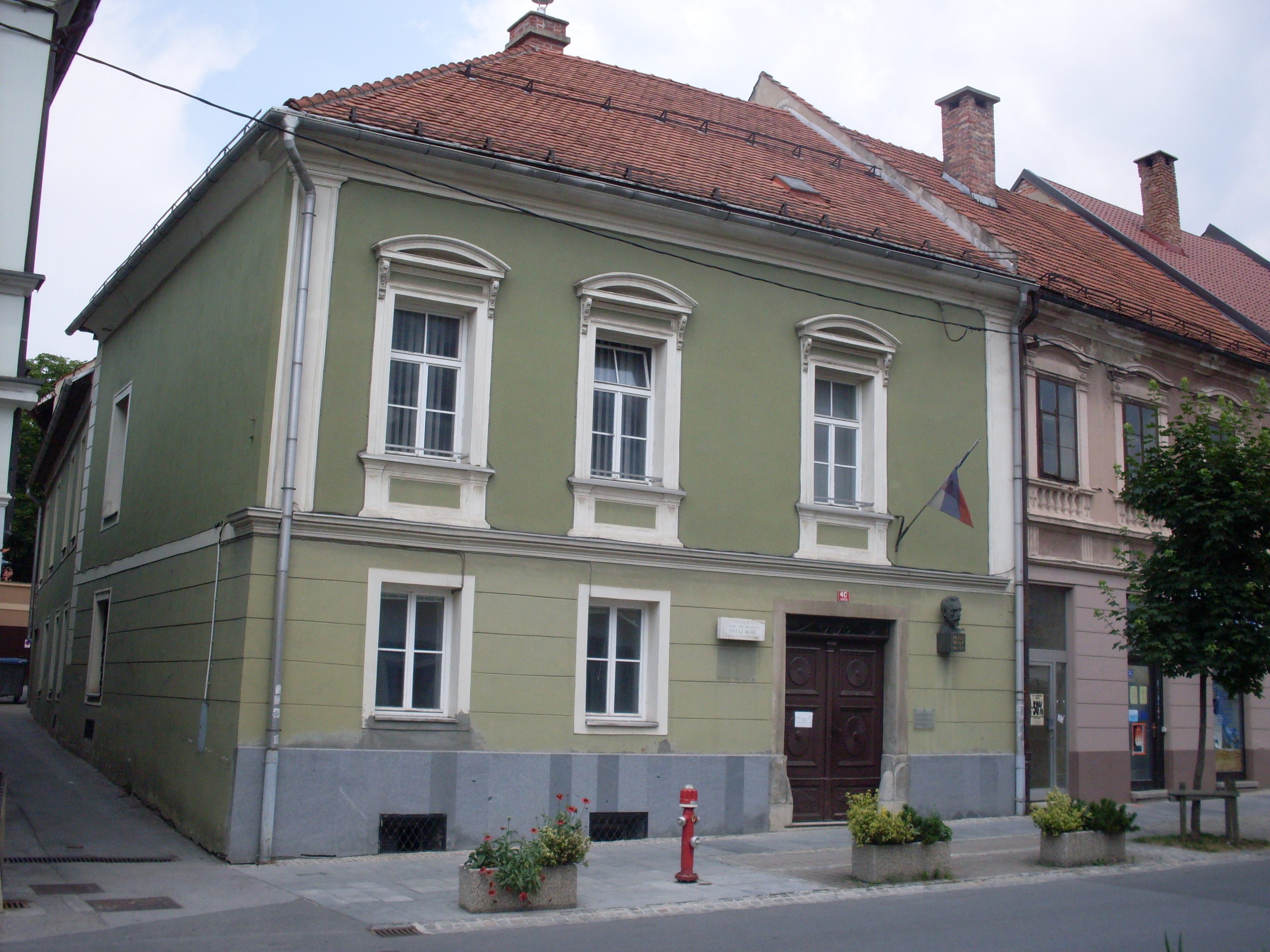
Hugo Wolfs födelseplats

## Kända personer från Slovenj Gradec
Kända personer som fötts eller levt i Slovenj Gradec inkluderar: 
- Ivan Gams (född 1923), geograf
- Lado Kralj (född 1938), författare, teaterkritiker och litteraturhistoriker
- Karel Pečko (född 1920), konstnär
- Hugo Wolf (1860–1903), kompositör. Huset där han föddes är nu musikskola och museum.

## Fotnoter och källor
1. ↑  Der Große Brockhaus, Leipzig 1935, vol. 20, p. 359